# 清谷寺 (福岡県久山町)
清谷寺（せいこくじ）は、福岡県糟屋郡久山町にある、臨済宗妙心寺派の禅寺。山号は霊應山。

## 概要
釈迦如来坐像が、本尊として安置されている。
開創以来の具体的な歴史は、未だ明らかではないが、本堂と観音堂の古仏たちが、当地における仏教文化の黎明期以来の仏教文化を継承する存在であることを物語っている。
本尊の両脇には、平安時代作の十一面観音立像、平安時代作の地蔵菩薩立像が安置されている。
境内には、1699年に再建されたとする、観音堂があり、平安時代前期作の吉祥天が、安置されている。
2013年（平成25年）に、仏教保育を通して情操豊かな人間形成の基礎を培い、自分自身はもちろん、他人の事も大切にできるような子供達を育むため、認可外保育園「せいこく保育園」を設立し、2017年（平成29年）10月25日に、宗旨宗派を問わない、永代供養塔「霊應塔」を開眼している。
境内には紅葉と銀杏の木があり、秋になると紅葉が鑑賞できる。

## 本堂
装飾は、幕末期のものと考えられ、中には、本尊として釈迦如来坐像、両脇には、地蔵菩薩立像、十一面観音立像が安置されている。
日々のお勤めや、法要、坐禅会、清谷寺付属の「せいこく保育園」の子供達が坐禅や習字のお稽古をしている。
現在も学びの場であり交流の場としても使用されている。
本堂の入口にある「霊應山」の額は、高崎山の猿を餌付けしたことでも知られる、戒壇院六世の大西真応和尚の筆である。

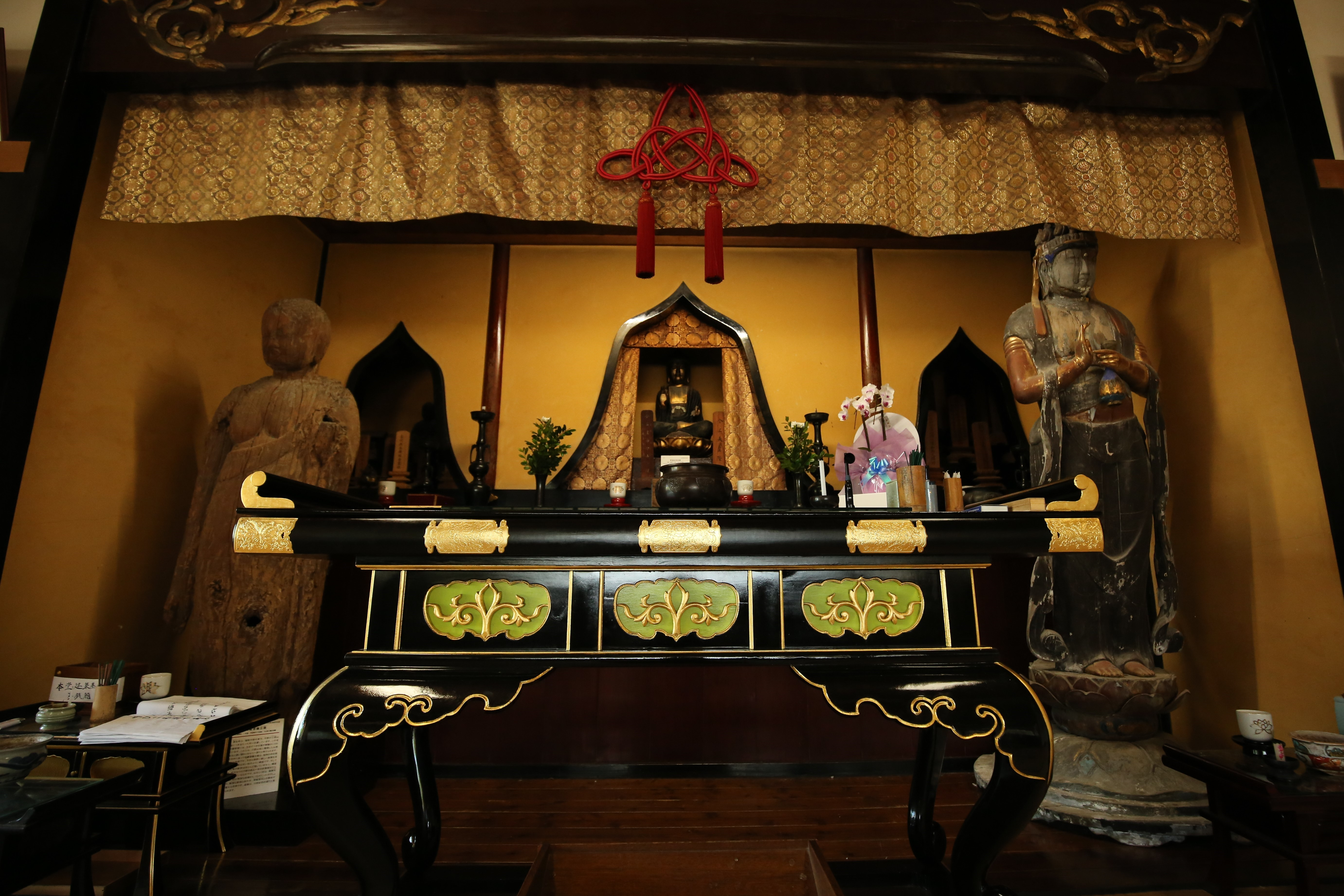
本堂

## 地蔵菩薩立像
地蔵菩薩は、釈迦如来が世を去った後、遠い未来に弥勒菩薩が出現するまで、世界を巡って衆生を苦しみから救っているとされている。
剃髪し、右手には錫杖を持ち、左手には願いを叶える宝の玉、宝珠を持つことが多いが、清谷寺の地蔵菩薩立像は、右手には何も持たず下げている。
これは、古い地蔵菩薩立像らしい姿である。
造像は、十世紀、内部が空洞だったり大きな節があることから、由緒ある霊木から刻みだしたと考えられる、ありがたく、大変めずらしい地蔵菩薩立像である。
また子供達を守ってくれるという事から、昔は7月に地蔵祭りが開催されていた。
男児は境内に作った土俵で相撲をとり、女児は本堂で折り紙などをしていた。
像高165.2 cm、針葉樹材、一木造、平安時代作。
- 2021年（令和3年）10月9日から12月5日まで九州歴史資料館である、「九州山岳霊場遺宝～海を望む北西部の山々から」に出展
- 久山町の指定文化財に登録

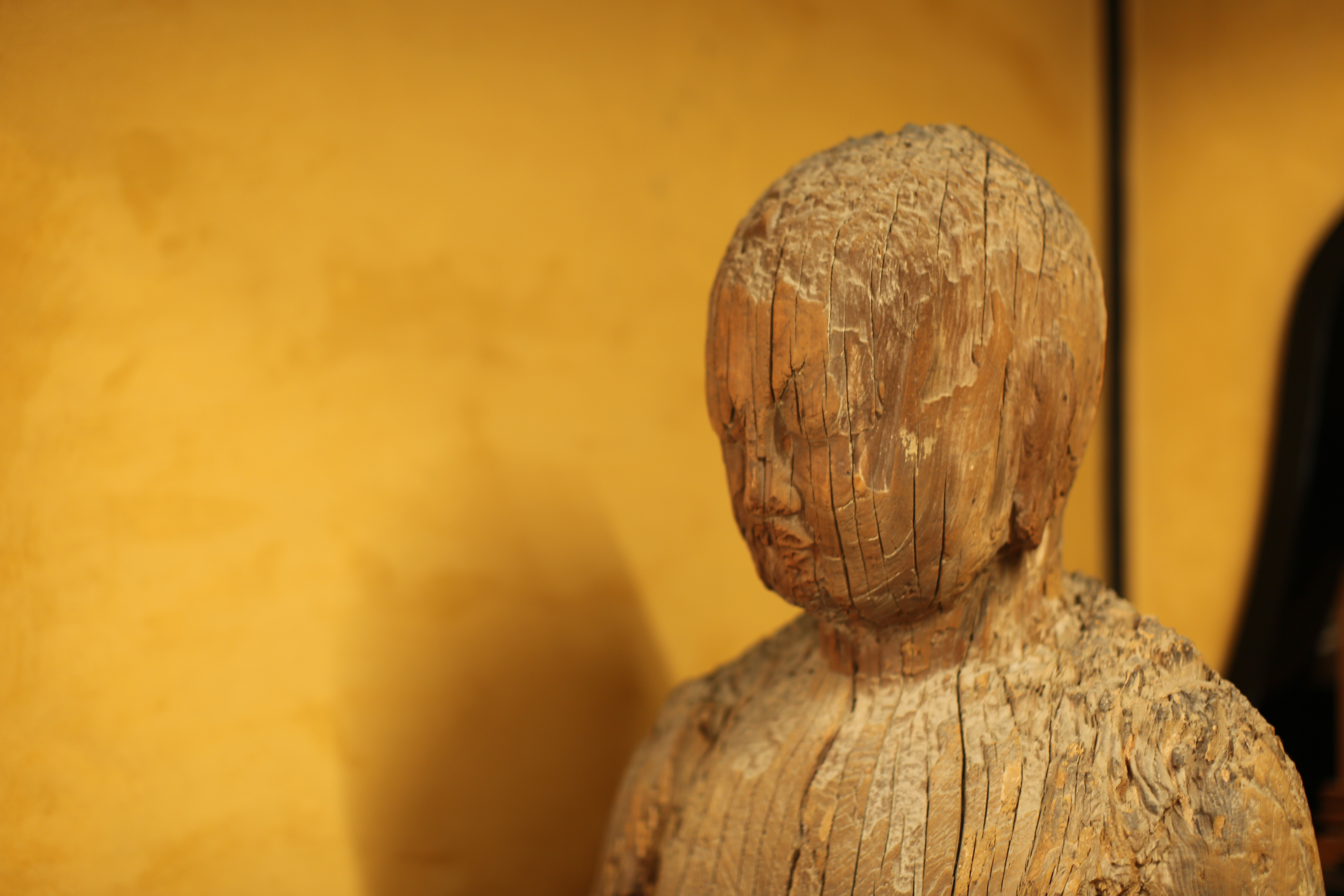
平安時代作の地蔵菩薩立像

## 十一面観音立像
観音は、慈悲をもって衆生を救済し、利益を授ける仏である。
像高は167.2 cm、平安時代作で台座まで含めると2 mを超える。
頭上には十一面の仏面を戴き、まっすぐ正面を向いて蓮華座上に直立する威厳に満ちた像の姿で如来に随う脇侍としてではなく、像の大きさともども、一堂ないし一寺院の主尊として造像されたものだろうと考えられている。
- 久山町の指定文化財に登録

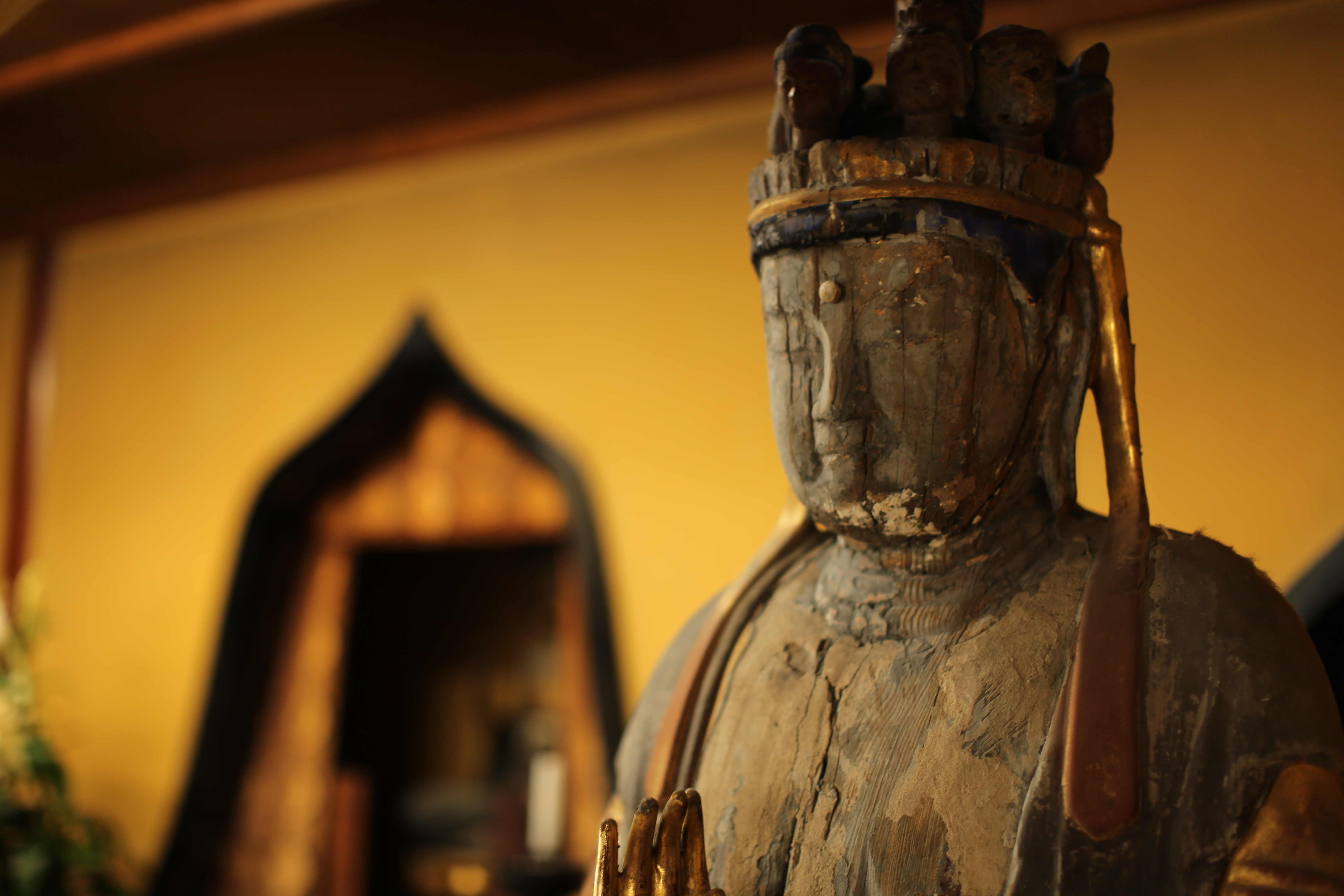
十一面観音立像

## 薬師如来坐像
像高27.7 cm、広葉樹材、一木造、室町時代作。
薬師如来は、はるかに遠い浄瑠璃世界の教主である。
瑠璃光王、大医王仏とも称さる。
病を癒すことをはじめ、現世の様々な苦しみや災いを救う仏である。
手に薬壺を持っているのが特徴である。
清谷寺に安置されている薬師如来坐像は、頭部が大きめでずんぐりとした体形をしていて室町時代、15世紀位に像造された像である。

## 山門
清谷寺の山門は、博多の名僧、仙厓和尚が隠栖（）した虚白院にあった門で、1997年（平成9年）に福岡市博多区の幻住庵から移築された。

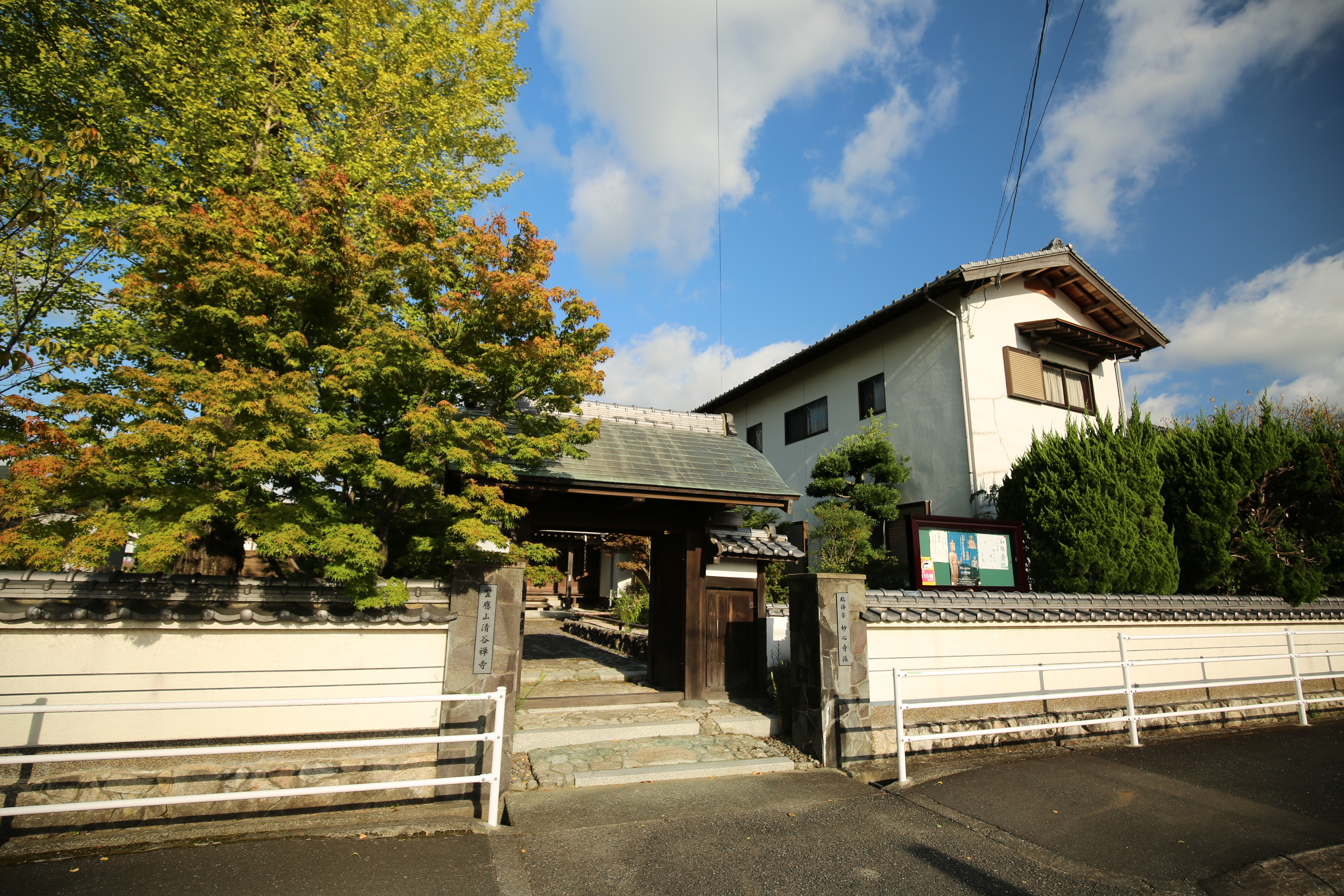
山門

## 観音堂
糟屋郡十三番札所中第五番札所になっている、観音堂は清谷寺境内の北西の端にある。
本堂が、おおむね西方向に向かって立っているのに対し、観音堂は、おおむね南の方向をむいて立っていて、古色を帯びた棟札には、慶応元年（1865年）幕末の建築だと記載されている。
- 御詠歌「おのづから 心の塵も なかるべし、清谷寺に 参る身なれば」

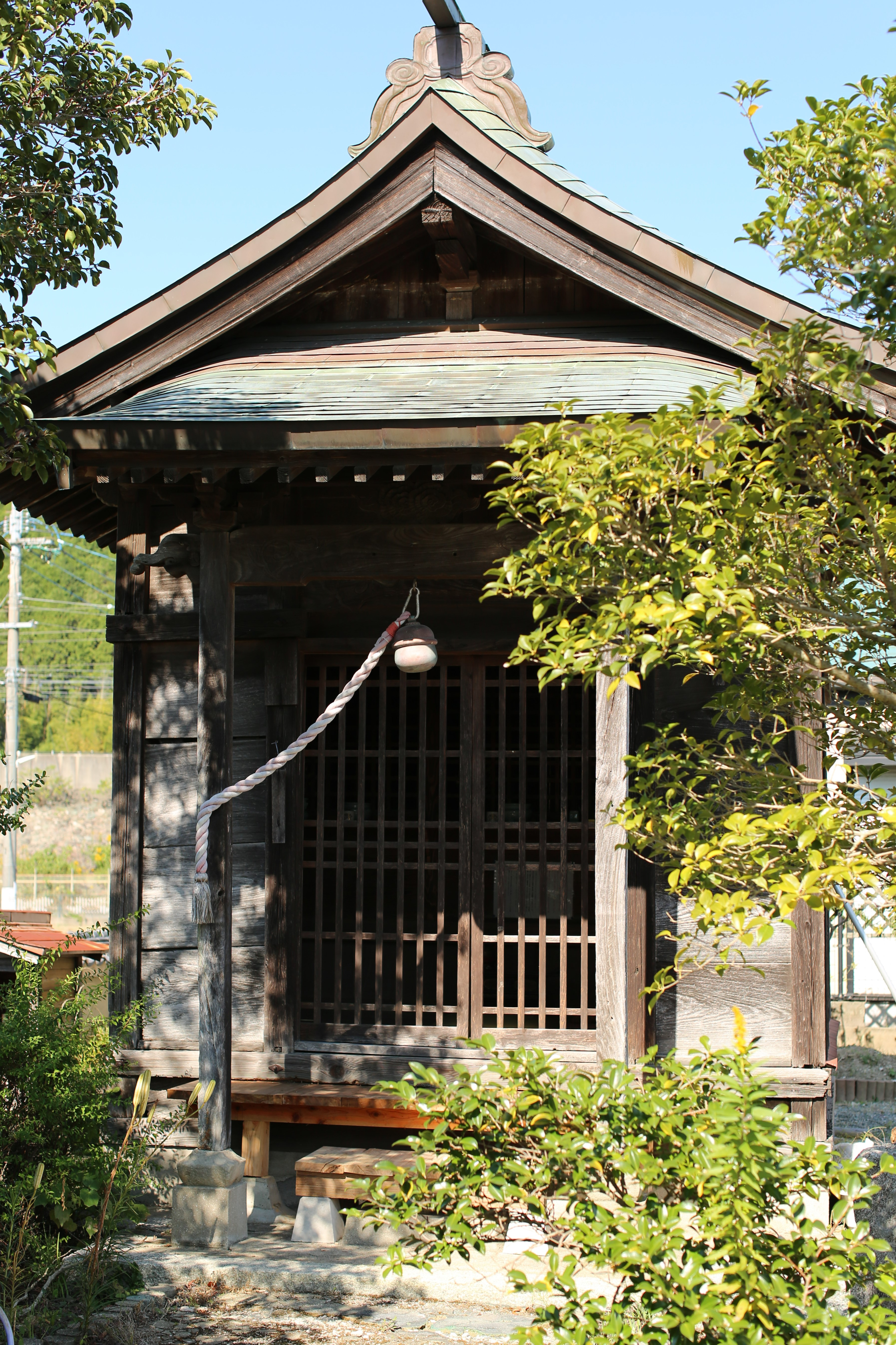
観音堂

## 霊應塔（永代供養塔）
境内にある、宗旨宗派を問わない、清谷寺の永代供養塔、霊應塔は、2017年（平成29年）10月25日に開眼した。

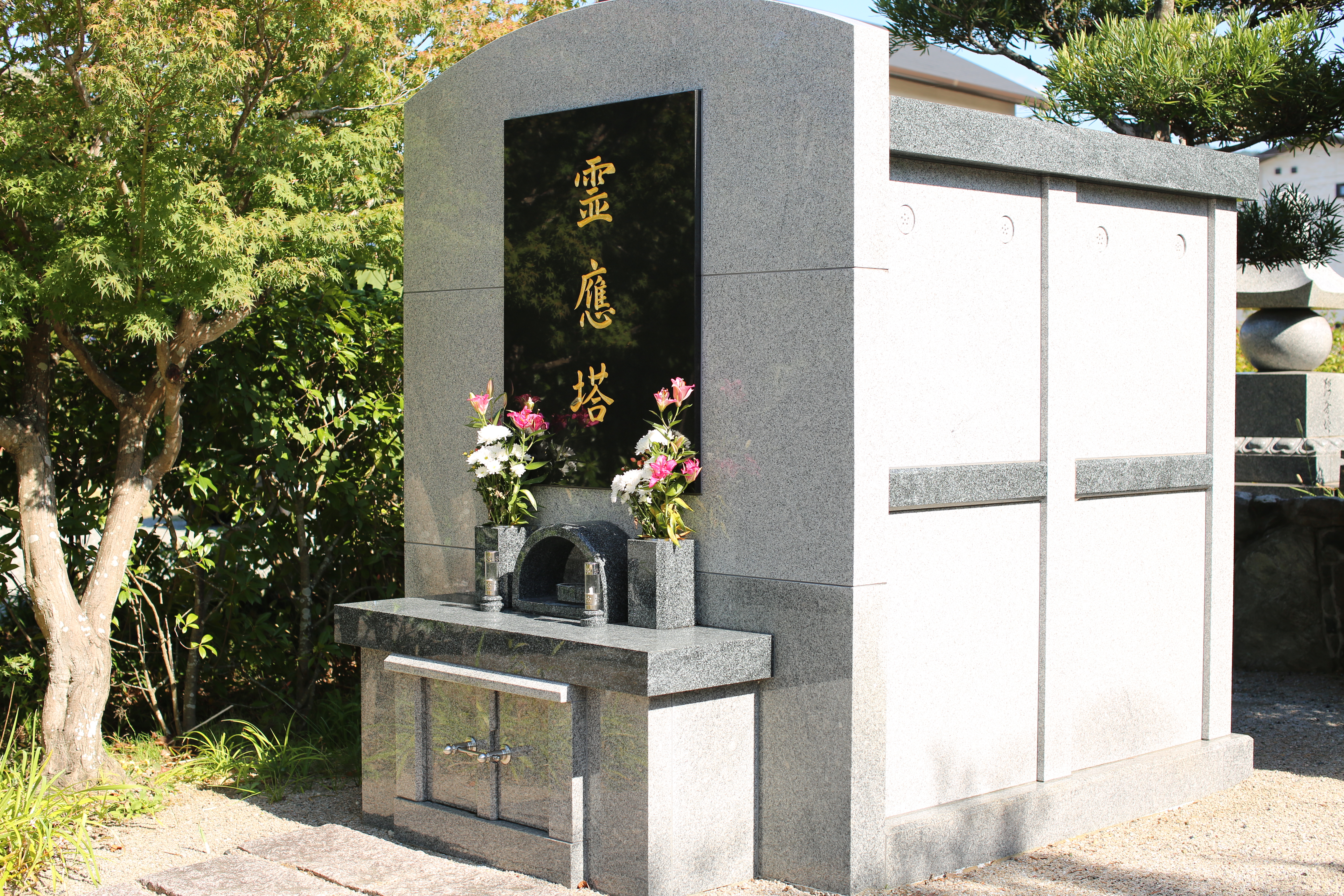
永代供養塔「霊應塔」

## 銀杏の木
境内にある巨木の銀杏の木は、樹齢100年以上あり、銀杏がなる木である。

## せいこく保育園
清谷寺付属の認可外保育園「せいこく保育園」は2010年（平成22年）に、仏教保育を通して情操豊かな人間形成の基礎を培い、自分自身はもちろん、他人の事も大切にできるような子供に育て、職員はより質の高い保育の提供ができるように保育の知識の習得を目指し開園された。
清谷寺の行う社会福祉事業である。
- せいこく保育園の特徴
  - 坐禅をし、姿勢を整える

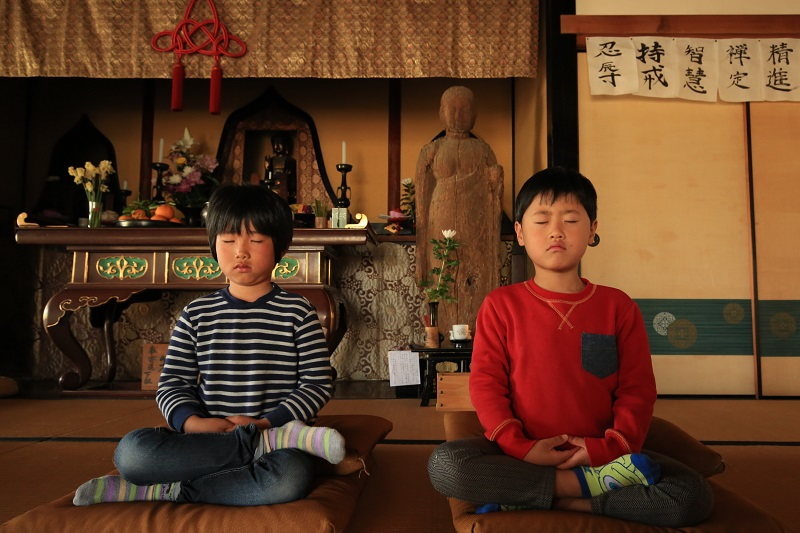
坐禅を組む子供達

## 清谷寺に安置されている仏像
- 釈迦如来坐像
- 十一面観音立像（平安時代作）
- 地蔵菩薩立像（平安時代作）
- 薬師如来坐像（室町時代作）
- 阿弥陀如来立像（江戸時代）
- 天部型立像（江戸時代）
- 弁財天坐像（江戸時代）

## 清谷寺周辺の遺跡
- 中世山林寺院 首羅山遺跡 - 2013年（平成25年）に国史跡に指定
- 尾園口遺跡 - 2013年から2014年にかけて発掘調査